# トラビス・ブラックリー
トラビス・ジャレッド・ブラックリー（Travis Jarred Blackley, 1982年11月4日 - ）は、オーストラリア連邦ビクトリア州メルボルン出身の元プロ野球選手（投手）。左投左打。
弟のアダム・ブラックリーもプロ野球選手。

## 経歴

### マリナーズ時代
2000年10月29日にシアトル・マリナーズと契約を結んだ。
2001年は、A-級エバレット・アクアソックスで78回2/3イニングを投げ6勝1敗、防御率3.32、奪三振90を記録した。
2002年は、同じA級のサンバーナーディーノ・スタンピードで121回1/3を投げ、5勝9敗防御率3.49で152奪三振を挙げ、奪三振数ではマリナーズ傘下のマイナーチームでは2位の数だった。
2003年は、AA級サンアントニオ・ミッションズで投げ、162回1/3（リーグ4位）を投げて17勝（同1位）防御率2.61（同2位）144奪三振（同4位）。17勝はチームが所属するテキサスリーグでは1978年のジェフ・リアドン以来の数字だった。またテキサスリーグのオールスターゲームと、USセルラー・フィールドで行われたオールスター・フューチャーズゲームの世界選抜にも選出され、マリナーズのマイナーチームでのpitcher of the yearにも選ばれた。
2004年は、ベースボール・アメリカのトップ100プロスペクトで63位に入り、マリナーズ傘下のマイナーチームではフェリックス・ヘルナンデス、クリント・ナジョットに次ぐ3番目のプロスペクトという評価を受けた。2004年シーズンはAAA級タコマ・レイニアーズで開幕を迎えたが、フレディ・ガルシアがシカゴ・ホワイトソックスへトレードされて先発の枠に空きが生じたため、7月1日にマリナーズとメジャー契約を結び、同日のテキサス・レンジャーズ戦で先発起用されメジャーデビュー。5回2/3を投げて被安打6、4失点でメジャー初勝利を手にした。マリナーズの歴史でメジャーデビューで先発し勝利をあげた6人目の投手となった。しかし、その後1ヶ月は6度先発し1勝3敗、防御率10.04と成績が振るわず、8月1日にAAA級タコマへ降格した。AAA級では18回先発して8勝6敗防御率3.83とまずまずの成績を残すが、シーズン終盤に左肩の炎症で故障者リスト入りとなった。
2005年3月3日に、左肩の故障で60日間の故障者リスト入りし、シーズンを全休した。
2006年開幕前の3月に開催された第1回WBCのオーストラリア代表に選出されるが、肩のリハビリのため辞退した。シーズンではAA級サンアントニオで25試合に先発し、8勝11敗・防御率4.06の成績を残した後、AAA級タコマに昇格し、2試合に先発し、1勝1敗、防御率4.09でシーズンを終える。

### ジャイアンツ時代
2007年4月1日にジェイソン・エリソンとのトレードで、サンフランシスコ・ジャイアンツへ移籍した。傘下のAAA級フレズノ・グリズリーズで開幕を迎え、28試合に先発し、10勝8敗、防御率4.66だった。9月23日にメジャーへ昇格し、同日のシンシナティ・レッズ戦でに3年ぶりとなる先発を任される。初回に2点を取られたが、残りを抑え5回を被安打3、4四球、5奪三振だった。オフの10月10日に40人枠を外れ、AAA級フレズノへ降格した。オフの11月に第37回IBAFワールドカップのオーストラリア代表に選出された。同大会では、予選・決勝全体で0勝1敗防御率1.64の好成績を記録。チームは予選のBグループを突破した末に、決勝トーナメントへ進出するが、初戦の日本戦に0-3で敗れた。ブラックリーは日本打線を抑えるも、日本代表の先発・攝津正がオーストラリア打線に得点を全く許さなかったため敗戦投手となった。

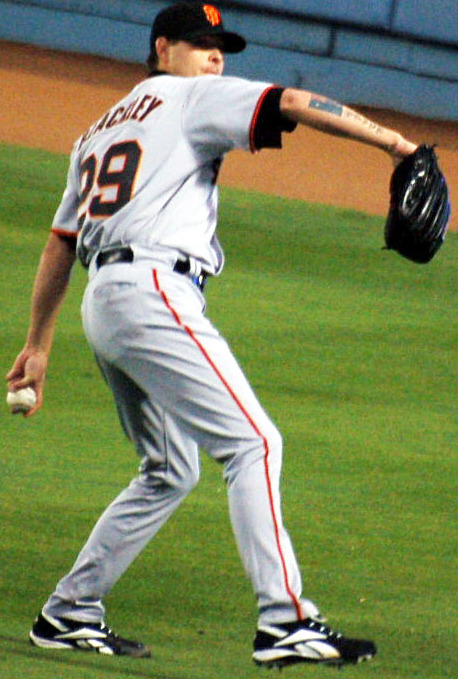
サンフランシスコ・ジャイアンツ時代
(2007年10月16日)

大会終了後には日豪親善野球日本代表最終強化試合のオーストラリア代表に選出された。11月22日の試合に先発登板し、3回3被安打1失点で敗戦投手になったものの、1回裏には、巧妙な牽制球で日本代表の一塁走者・西岡剛からアウトを奪った。ちなみに、星野は試合後に「（西岡が）強烈な牽制を受けたことにド肝を抜かれた。（日本代表の）ダッグアウトでは、（西岡がアウトになった瞬間）誰もが『あんなのありかよ』と（叫んでいた）。（牽制の技術が）器用すぎるのでちょっと戸惑った」との感想を漏らしている。

### フィリーズ傘下時代
2007年12月6日に行われたルール・ファイブ・ドラフトでフィラデルフィア・フィリーズから指名され、移籍。
2008年はAAA級リーハイバレー・アイアンピッグスでプレー。シーズン終了後にFAとなった。

### ダイヤモンドバックス傘下時代

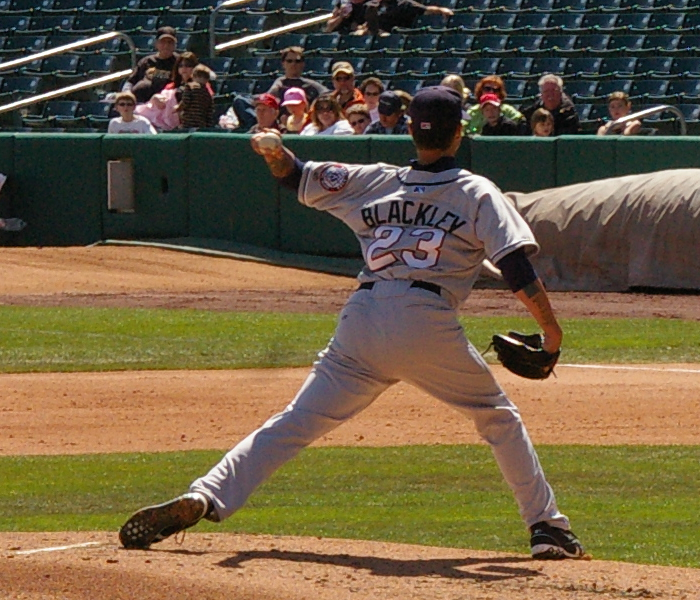
AAA級リノ時代
(2009年4月12日)

2008年12月19日にアリゾナ・ダイヤモンドバックスと契約した。
2009年は開幕前の3月に開催された第2回WBCのオーストラリア代表に選出された。同大会では、キューバ戦に先発登板し、5回2/3を1失点に抑えた。シーズンでは、4月1日に40人枠を外れ、AAA級リノ・エーシズへ降格した。

### メッツ傘下時代
2010年2月4日にニューヨーク・メッツとマイナー契約を結び、AAA級バッファロー・バイソンズで開幕を迎えたが、5月2日に解雇される。

### アスレチックス傘下時代
その後、メキシカンリーグを経て、2010年5月17日にオークランド・アスレチックスとマイナー契約を結び、シーズンの大半をAAA級サクラメント・リバーキャッツでプレーした。オフには2010年から始まったオーストラリアン・ベースボールリーグに参加し、メルボルン・エイシズに所属した。12月5日のシドニー・ブルーソックス戦では降雨コールドながら1安打完封を記録した。

### 起亜タイガース時代
2011年1月14日に韓国プロ野球の起亜タイガースと契約した。登録名は「トラビス」。25試合に登板して7勝5敗・防御率3.48・115奪三振の成績を残した。

### ジャイアンツ時代
2012年2月15日にサンフランシスコ・ジャイアンツとマイナー契約を結び、スプリングトレーニングに参加。5月1日ジャイアンツとメジャー契約を結び、リリーフとして4試合に登板したが、5月13日に戦力外となった。

### アスレチックス時代

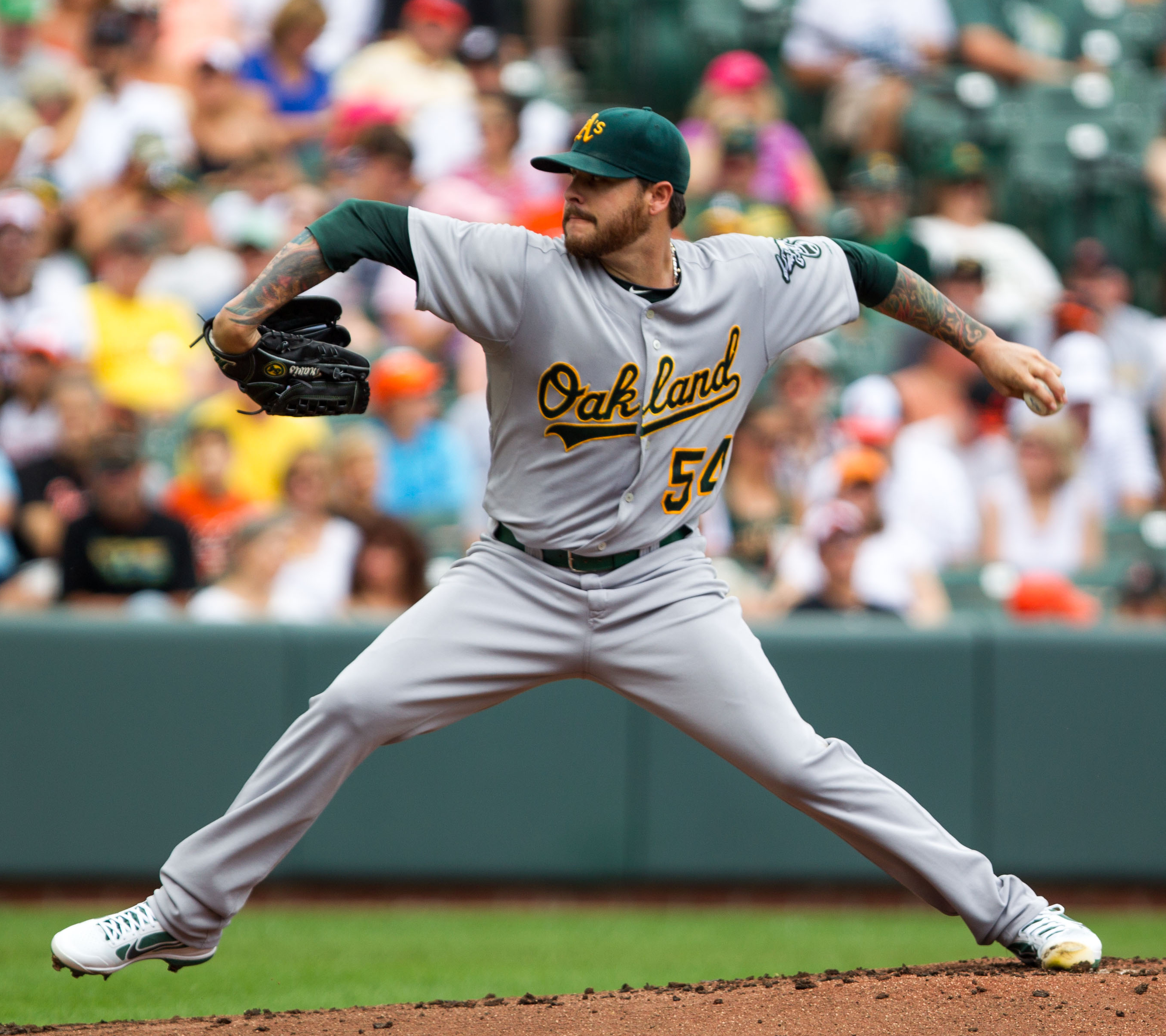
オークランド・アスレチックス時代
(2012年7月29日)

2012年5月15日にウェイバーでオークランド・アスレチックスへ移籍し、5月18日のサンフランシスコ・ジャイアンツ戦にリリーフとして移籍後初登板。5月28日のミネソタ・ツインズ戦では移籍後初めて先発し、その後先発ローテーションに加わる。24試合（先発15試合）に登板して6勝4敗・防御率3.86・69奪三振の成績を残した。
2013年3月29日に戦力外となった。

### アストロズ時代

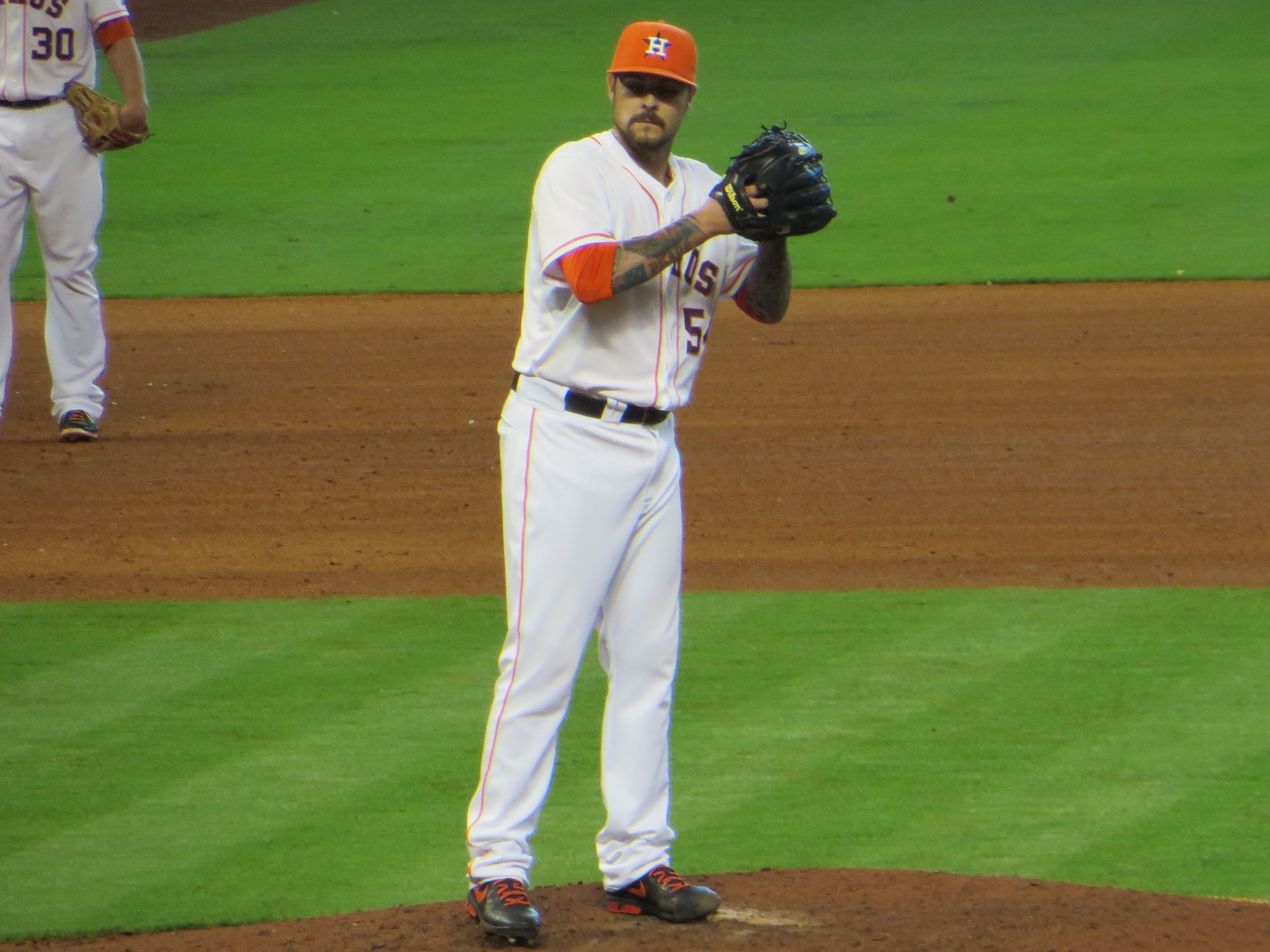
2013年6月29日

2013年4月4日にジェイク・ゴーバートとの交換トレードで、ヒューストン・アストロズへ移籍した。8月8日に戦力外となり、10日にAAA級オクラホマシティ・レッドホークスへ降格した。

### レンジャーズ時代
2013年8月14日にトレードでテキサス・レンジャーズへ移籍し、20日にレンジャーズとメジャー契約を結んだ。オフの11月4日にFAとなった。

### 楽天時代
2013年12月21日に東北楽天ゴールデンイーグルスと契約合意した。
2014年5月25日の対東京ヤクルトスワローズ戦（明治神宮野球場）で来日初登板。5回2失点の内容で試合は継投で楽天が3対2で勝利し、来日初勝利を挙げた。12月2日に自由契約公示された。

### 楽天退団後
2015年1月12日にサンフランシスコ・ジャイアンツとマイナー契約を結ぶが、4月2日に自由契約となった。4月24日にマイアミ・マーリンズとマイナー契約を結んだ。傘下のAAA級ニューオーリンズ・ゼファーズでプレーし、23試合（先発12試合）に登板して5勝7敗・防御率5.46・66奪三振の成績を残した。オフに自由契約となる。
2016年開幕前の1月28日に第4回WBC予選のオーストラリア代表に選出された。2月14日の決勝戦南アフリカ戦に先発登板したが6回途中4失点とリードを許したまま降板して、勝利投手になれなかった。同大会でオーストラリアは本戦出場を決めている。大会終了後の4月19日にメキシカンリーグのプエブラ・パロッツと契約。オフの12月20日にデトロイト・タイガースとマイナー契約を結んだ。
2017年1月6日に傘下AAA級トレド・マッドヘンズへ配属された。シーズン開幕前の2月9日に第4回WBC本戦のオーストラリア代表に選出された。3月9日の中国戦に先発登板し、勝利投手となった。WBC終了後の3月30日に解雇され、4月7日に前年まで所属していたパロッツへ復帰したが、5月7日に解雇となる。7月6日に独立リーグ・パシフィック・アソシエーションのピッツバーグ・ダイアモンズと契約し、2018年まで所属した。
2019年、プレミア12のオーストラリア代表に選手された。
2021年2月7日、自身のツイッターにおいて現役引退を発表した。

## 選手としての特徴・人物
打たせて取る投球スタイルが特徴。持ち球はツーシーム、チェンジアップ、スライダー、カットボールなど。
妻と2005年に生まれた一人の息子がおり、オフは家族でアリゾナ州フェニックスに住んでいる。

## 詳細成績

### 年度別投手成績
| 年 度    | 球 団    | 登 板 | 先 発 | 完 投 | 完 封 | 無 四 球 | 勝 利 | 敗 戦 | セ 丨 ブ | ホ 丨 ル ド | 勝 率 | 打 者 | 投 球 回 | 被 安 打 | 被 本 塁 打 | 与 四 球 | 敬 遠 | 与 死 球 | 奪 三 振 | 暴 投 | ボ 丨 ク | 失 点 | 自 責 点 | 防 御 率 | W H I P |
| -------- | -------- | ----- | ----- | ----- | ----- | -------- | ----- | ----- | -------- | ----------- | ----- | ----- | -------- | -------- | ----------- | -------- | ----- | -------- | -------- | ----- | -------- | ----- | -------- | -------- | ------- |
| 2004     | SEA      | 6     | 6     | 0     | 0     | 0        | 1     | 3     | 0        | 0           | .250  | 134   | 26.0     | 35       | 9           | 22       | 0     | 1        | 16       | 3     | 1        | 31    | 29       | 10.04    | 2.19    |
| 2007     | SF       | 2     | 2     | 0     | 0     | 0        | 0     | 0     | 0        | 0           | .000  | 40    | 8.2      | 10       | 2           | 5        | 0     | 0        | 5        | 0     | 1        | 7     | 7        | 7.27     | 1.73    |
| 2011     | 起亜     | 25    | 22    | 1     | 1     | 0        | 7     | 5     | 0        | 1           | .583  | 548   | 126.2    | 120      | 13          | 62       | 0     | 3        | 115      | 0     | 0        | 59    | 49       | 3.48     | 1.44    |
| 2012     | SF       | 4     | 0     | 0     | 0     | 0        | 0     | 0     | 0        | 0           | .000  | 25    | 5.0      | 7        | 0           | 2        | 0     | 0        | 2        | 1     | 0        | 6     | 5        | 9.00     | 1.80    |
| 2012     | OAK      | 24    | 15    | 0     | 0     | 0        | 6     | 4     | 0        | 0           | .600  | 419   | 102.2    | 91       | 10          | 30       | 1     | 3        | 69       | 6     | 3        | 47    | 44       | 3.86     | 1.18    |
| '12計    | OAK      | 28    | 15    | 0     | 0     | 0        | 6     | 4     | 0        | 0           | .600  | 444   | 107.2    | 98       | 10          | 32       | 1     | 3        | 71       | 7     | 3        | 53    | 49       | 4.10     | 1.21    |
| 2013     | HOU      | 42    | 0     | 0     | 0     | 0        | 1     | 1     | 0        | 14          | .500  | 152   | 35.0     | 30       | 10          | 20       | 4     | 1        | 29       | 4     | 0        | 19    | 19       | 4.89     | 1.43    |
| 2013     | TEX      | 4     | 3     | 0     | 0     | 0        | 1     | 1     | 0        | 0           | .500  | 59    | 15.1     | 16       | 2           | 2        | 0     | 0        | 11       | 3     | 0        | 8     | 8        | 4.70     | 1.17    |
| '13計    | TEX      | 46    | 3     | 0     | 0     | 0        | 2     | 2     | 0        | 14          | .500  | 211   | 50.1     | 46       | 12          | 22       | 4     | 1        | 40       | 7     | 0        | 27    | 27       | 4.83     | 1.35    |
| 2014     | 楽天     | 3     | 3     | 0     | 0     | 0        | 1     | 2     | 0        | 0           | .333  | 63    | 13.0     | 21       | 2           | 5        | 1     | 0        | 7        | 1     | 0        | 9     | 8        | 5.54     | 2.00    |
| MLB：4年 | MLB：4年 | 82    | 26    | 0     | 0     | 0        | 9     | 9     | 0        | 14          | .500  | 799   | 215.2    | 189      | 33          | 81       | 5     | 5        | 132      | 18    | 5        | 108   | 102      | 5.23     | 1.40    |
| KBO：1年 | KBO：1年 | 25    | 22    | 1     | 1     | 0        | 7     | 5     | 0        | 1           | .583  | 548   | 126.2    | 120      | 13          | 62       | 0     | 3        | 115      | 0     | 0        | 59    | 49       | 3.48     | 1.44    |
| NPB：1年 | NPB：1年 | 3     | 3     | 0     | 0     | 0        | 1     | 2     | 0        | 0           | .333  | 63    | 13.0     | 21       | 2           | 5        | 1     | 0        | 7        | 1     | 0        | 9     | 8        | 5.54     | 2.00    |

- 2020年度シーズン終了時

### 記録
MiLB
- オールスター・フューチャーズゲーム選出 1回：2003年

NPB
- 初登板・初先発・初勝利・初先発勝利：2014年5月25日、対東京ヤクルトスワローズ1回戦（明治神宮野球場）、5回2失点
- 初奪三振：同上、2回裏に畠山和洋から空振り三振

### 背番号
- 48（2004年）
- 29（2007年）
- 99（2011年）
- 56（2012年 - 同年途中）
- 54（2012年途中 - 2013年途中、2016年）
- 59（2013年途中 - 同年終了）
- 15（2014年）

### 代表歴
- 2007 IBAFワールドカップ オーストラリア代表
- 日豪親善 野球日本代表最終強化試合 オーストラリア代表
- 2009 ワールド・ベースボール・クラシック・オーストラリア代表
- 2017 ワールド・ベースボール・クラシック・オーストラリア代表
- 2019 WBSCプレミア12オーストラリア代表